# Aleuron
Aleuron Boisduval, 1870 è un genere di lepidotteri appartenente alla famiglia Sphingidae, diffuso in America Centrale e Meridionale.

## Descrizione
Le antenne sono molto lunghe, oltre la metà della lunghezza del margine costale; possono essere leggermente più corte nella femmina, e lievemente uncinate alle estremità.

Il capo è largo, i palpi labiali sono sviluppati ed angolati (e.g. in A. iphis). Gli occhi sono piccoli.

Il corpo varia dal giallo al marrone scuro, a seconda della specie.
Sui segmenti addominali sono presenti deboli spine, disposte su più serie, parzialmente trasformate in scaglie.

Le ali, esse pure di colorazione principalmente giallo-bruna, presentano in talune forme, disegni o campiture tendenti al nero, di geometria variabile.

I sessi sono simili. L'apertura alare varia da 50 a 85 mm (D'Abrera, 1986).

## Distribuzione e habitat
La distribuzione è prevalentemente neotropicale e solo in parte neartica,
passando dal Messico centrale al Brasile, alla Bolivia, fino al nord dell'Argentina.
L'habitat preferenziale risulta essere la foresta tropicale o subtropicale. Le abitudini sono diurne.

## Tassonomia

### Specie
Il genere si suddivide in sette specie:
- Aleuron carinata (Walker, 1856)
- Aleuron chloroptera (Perty, 1833) - specie tipo
- Aleuron cymographum Rothschild & Jordan, 1903
- Aleuron iphis (Walker, 1856)
- Aleuron neglectum Rothschild & Jordan, 1903
- Aleuron prominens (Walker, 1856)
- Aleuron ypanemae (Boisduval, 1875)

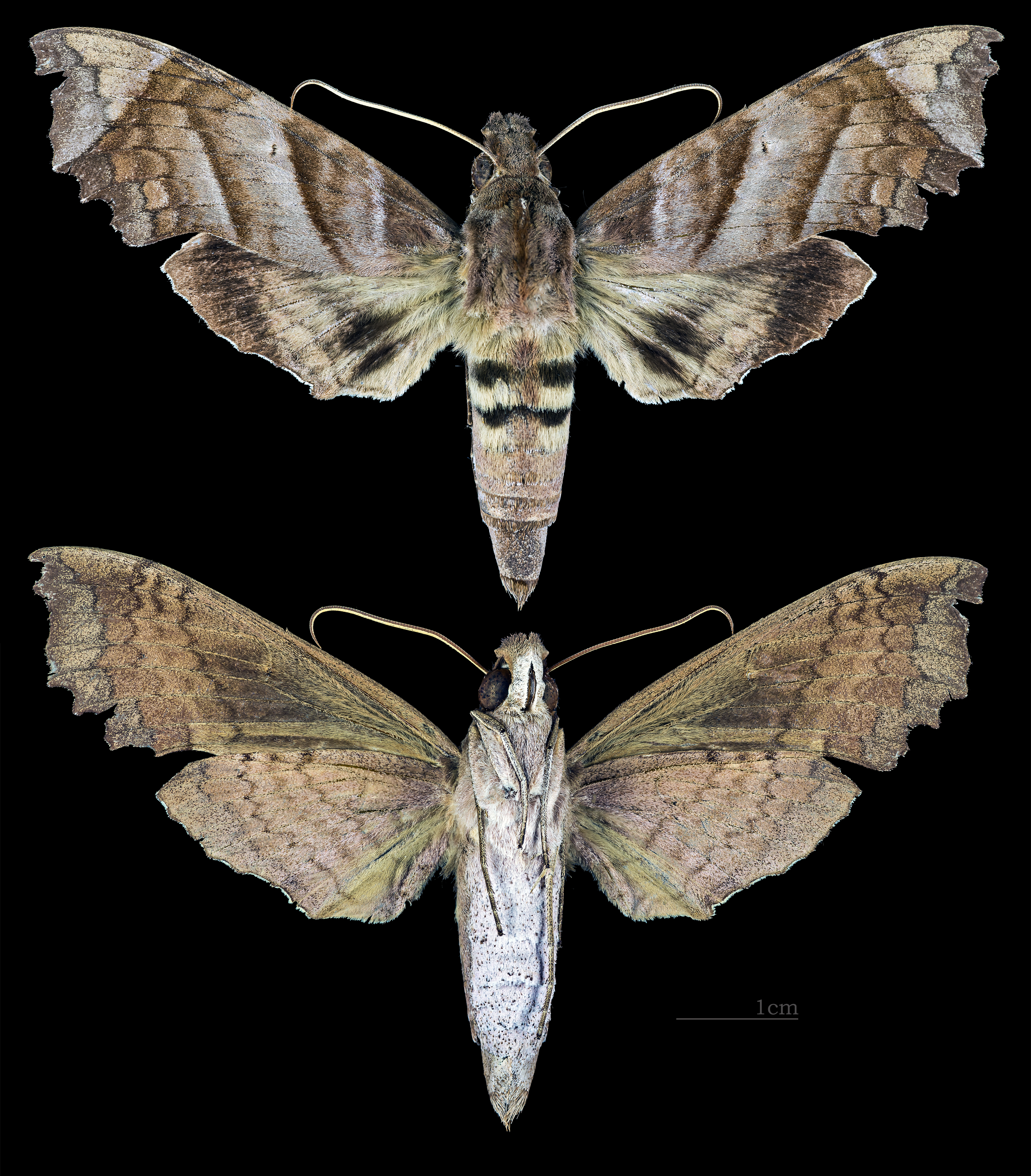
Aleuron carinata
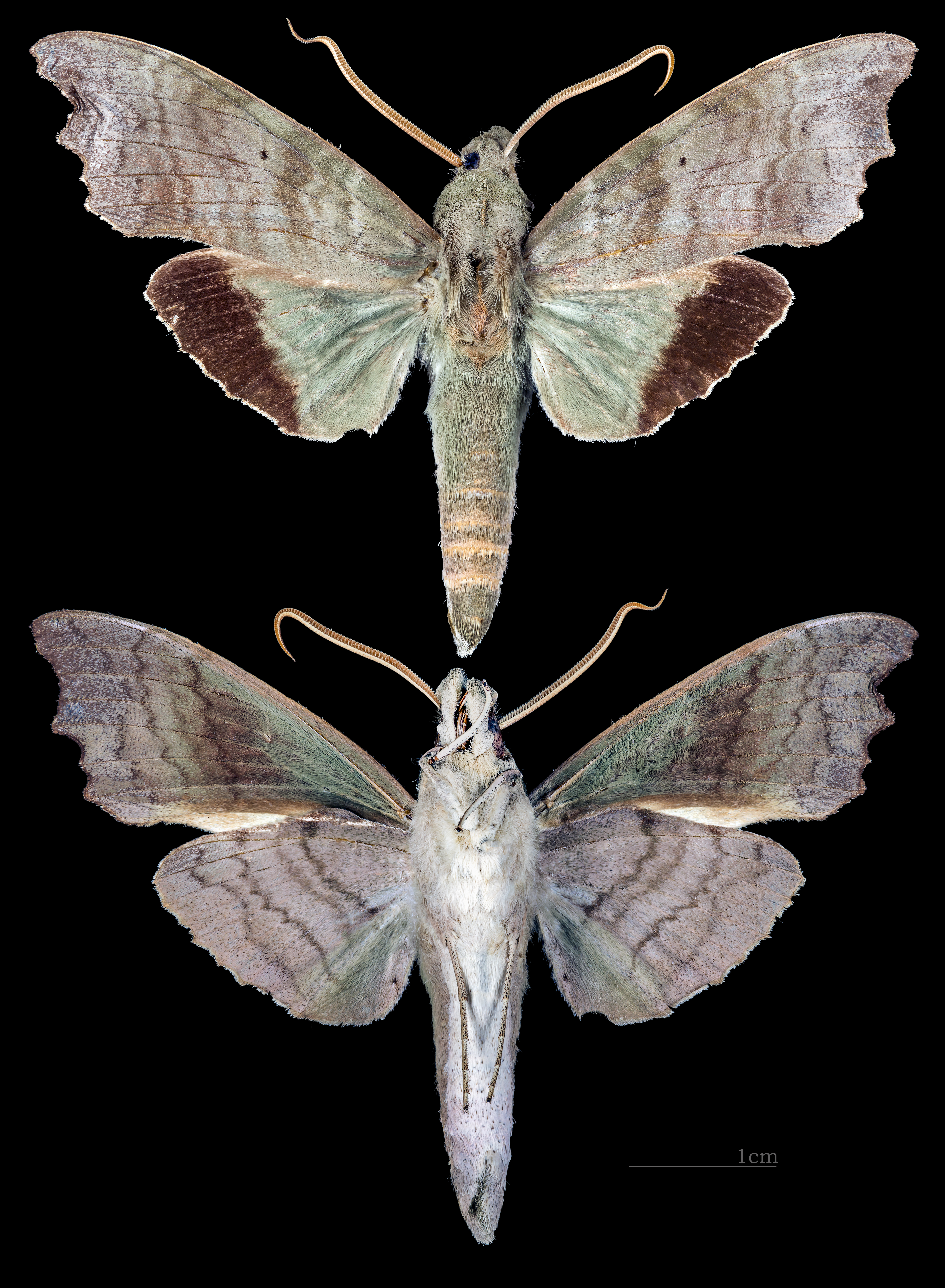
Aleuron chloroptera
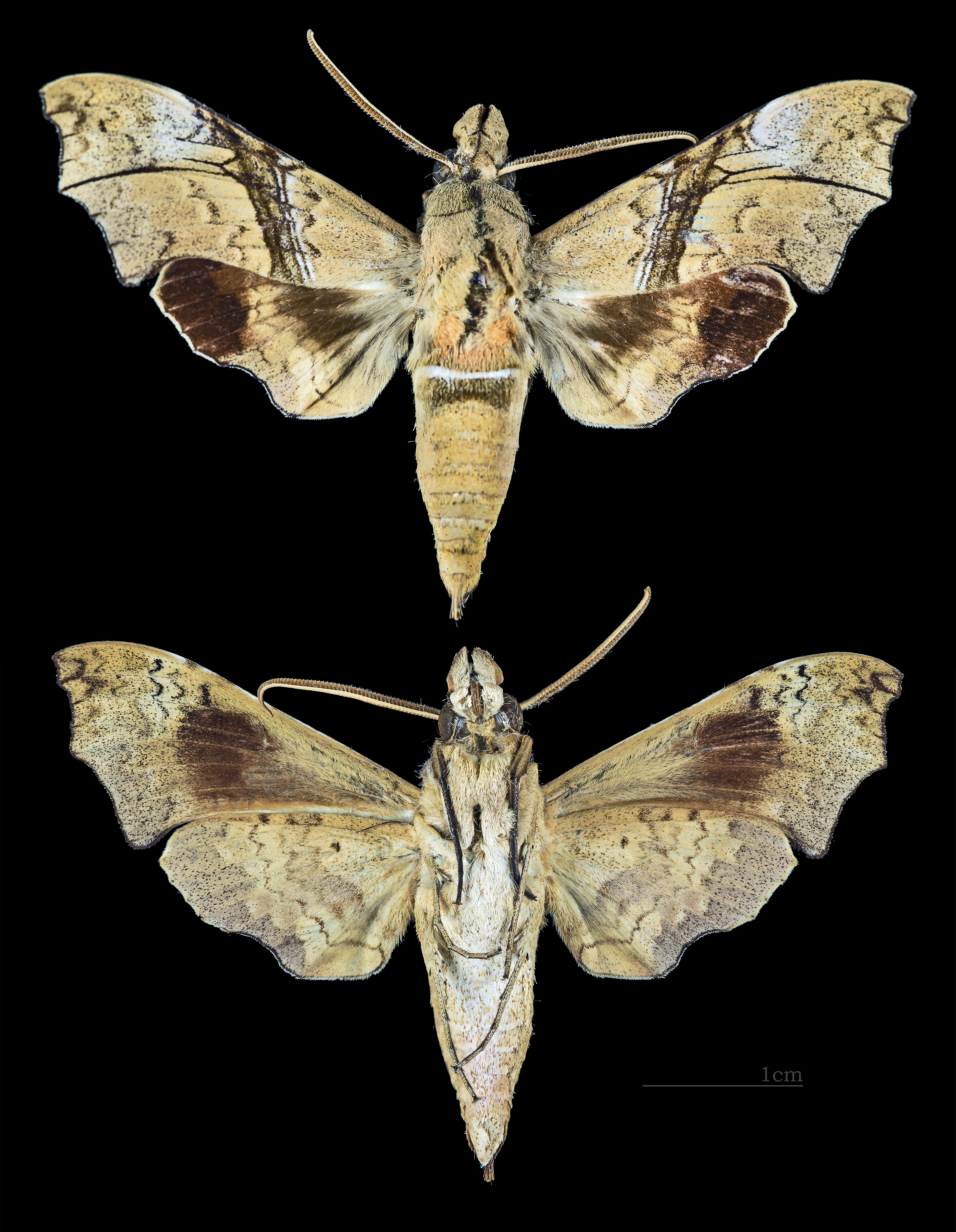
Aleuron iphis
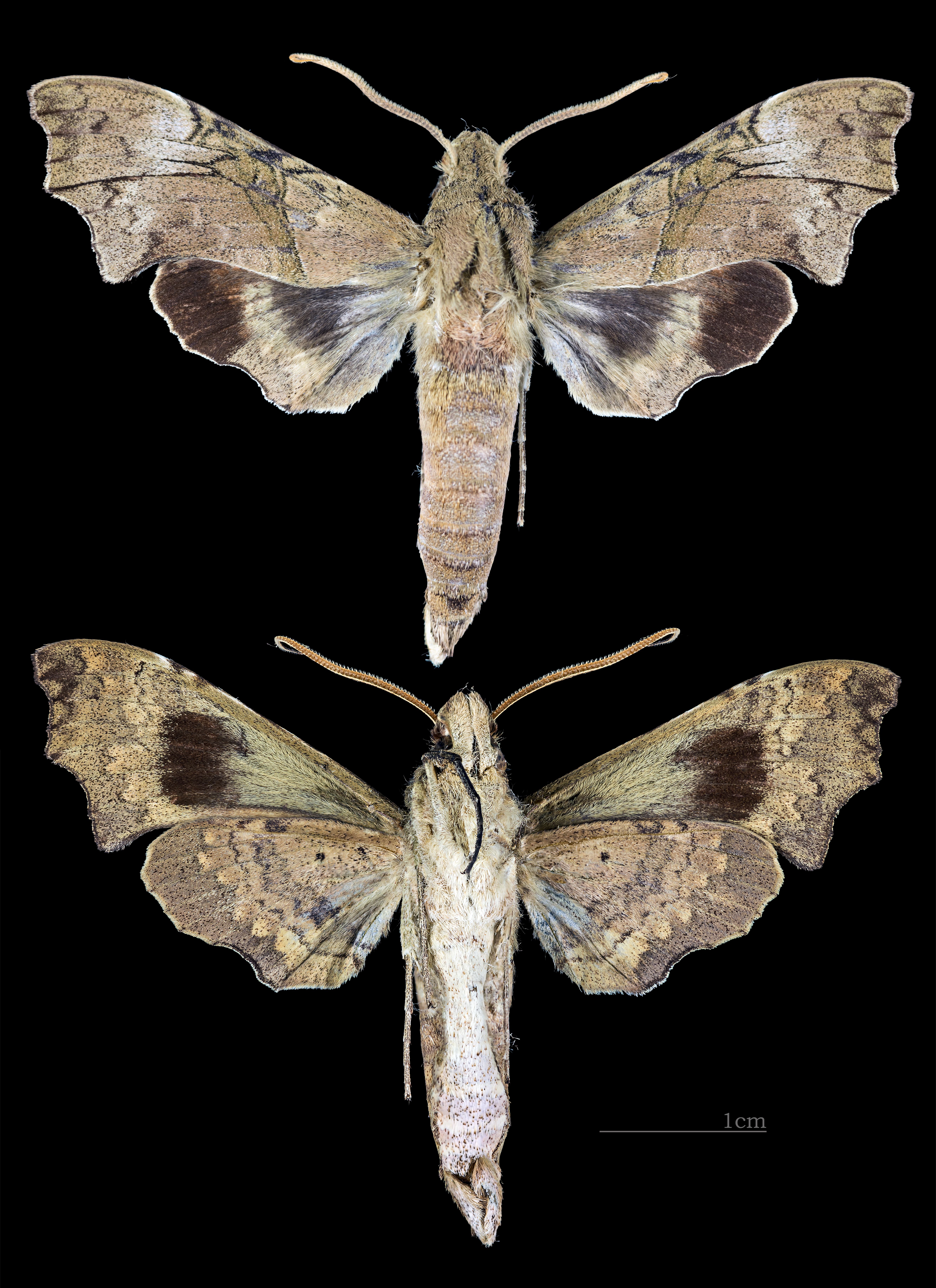
Aleuron neglectum

### Sinonimi
- Callenyo Grote, 1874
- Gonenyo Butler, 1874 (specie tipo: Enyo carinata Walker)
- Tylognathus R. Felder, 1874 (specie tipo: Tylognathus philampeloides Felder)